# Брюс Гилли
Брюс Гилли (21 июля 1966 г.) — профессор политологии Портлендского государственного университета. Гилли получил международное признание, но также и шквал критики за свою неоднозначную рецензируемую статью «Дело в пользу колониализма», опубликованную в онлайн-издании научного журнала «Третий мир Ежеквартально» в 2017 году. Пятнадцать членов правления журнала подали в отставку из-за статьи Гилли.

## Карьера
Гилли получил степень бакалавра искусств в области экономики и международных отношений в Университете Торонто в 1988 году. С 1989 по 1991 год он был стипендиатом Содружества в Оксфордском университете, где в 1991 году ему была присвоена степень магистра философии в области экономики .
С 1992 по 2002 год работал журналистом в Гонконге, писал статьи для газеты «Восточный экспресс», а затем для журнала «Дальневосточное экономическое обозрение». где Он разоблачил незаконную передачу технологий профессором из Стэнфорда военным Китая.
Гилли был стипендиатом Вудро Вильсона в Принстонском университете с 2004 по 2006 год, где он получил докторскую степень в области политики в 2007 году.

### Дело о колониализме
Статья Гилли «Дело в пользу колониализма» была опубликована в 2017 году в предварительной онлайн-версии журнала Third World Quarterly вопреки рекомендации рецензентов. Согласно Гилли, колониализм был как объективно выгодным (его преимущества перевешивали недостатки), так и субъективно законным (его принимали широкие слои местного населения). Следовательно, автор призывает к возрождению колониализма. Статья вызвала споры как из-за её аргументации, так и из-за её последующего отзыва, что привело к дебатам по поводу академических стандартов и " экспертной оценки ". Пятнадцать членов правления «Академического журнала» подали в отставку по этому поводу. В конечном итоге статья была отозвана с согласия Гилли и переиздана в апреле 2018 года в консервативном журнале «Академические вопросы» Национальной ассоциации ученых. Когда его спросили, будет ли этично публиковать статью в защиту геноцида, Гилли сказал: « Я думаю, что все согласятся с тем, что» геноцид «является моральной ошибкой», но он не считает, что колониализм был моральной ошибкой. Весной 2022 года Гилли ответил многим своим критикам во второй статье под названием «Дело в пользу колониализма: ответ моим критикам».

## Избранные публикации
- Тигр на грани: Цзян Цзэминь и новая китайская элита . Калифорнийский университет Press, 1998. ISBN 0520213955
- Образцовые повстанцы: Взлет и падение самой богатой деревни Китая . Калифорнийский университет Press, 2001. ISBN 978-0520225329 .
- Новые правители Китая: Секретные файлы . New York Review of Books, Нью-Йорк, 2003 г. (совместно с Эндрю Натаном) ISBN 978-1590170465 .
- Демократическое будущее Китая: как оно будет происходить и к чему приведет . Издательство Колумбийского университета, 2004. ISBN 978-0231130844 .
- Право на власть: как государства выигрывают и теряют легитимность . Издательство Колумбийского университета, 2009. ISBN 978-0231138727 .
- Природа азиатской политики . Издательство Кембриджского университета, 2014. ISBN 978-0521761710 .
- Последний империалист: Эпическая защита Британской империи сэра Алана Бернса . Regnery Gateway, 2021. ISBN 978-1684512171
- В защиту немецкого колониализма: и как его критики усиливали нацистов, коммунистов и врагов Запада . Ворота Регнери, 2022 г. ISBN 978-1684512379

### статьи
- «Против концепции этнического конфликта», Ежеквартальный журнал «Третий мир» . 25(6): 1155—1166. дои: 10.1080/0143659042000256959. Архивировано из оригинала 20 января 2018 года.
- «Дело в пользу колониализма», Ежеквартальное издание «Третий мир», 2017 г. (Переиздано в Academic Questions, июнь 2018 г., том 31, № 2, стр. 167—185.
- «Дело в пользу колониализма: ответ моим критикам», " Академические вопросы ", весна 2022 г.